# Вальгаузен (Тюрингія)
Вальгаузен (нім. Wahlhausen) — громада в Німеччині, розташована в землі Тюрингія. Входить до складу району Айхсфельд. Складова частина об'єднання громад Ганштайн-Рустеберг.
Площа — 7,14 км2. Населення становить 280 ос. (станом на 31 грудня 2021).

## Галерея

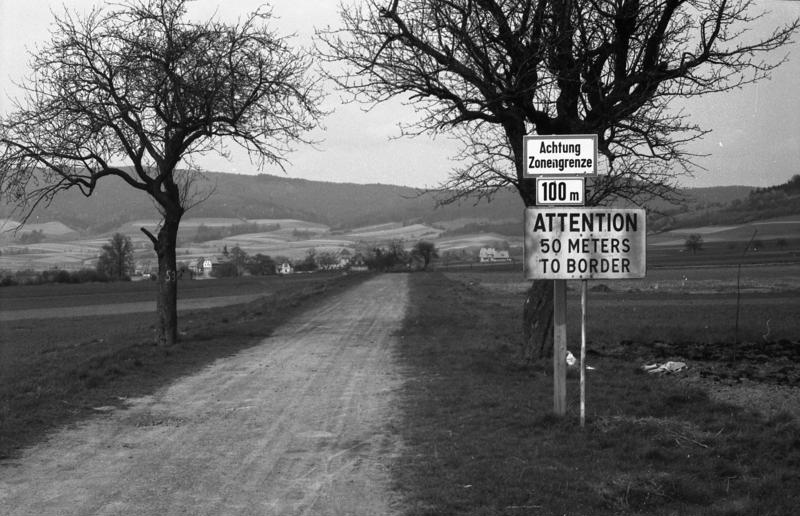